# Artavazd Pelesjjan
Artavazd Pelesjjan (Armeens: Արտավազդ Փելեշյան) (Leninakan, 22 februari 1938) is een Armeens filmmaker die poëtische documentaires heeft gemaakt over existentiële thema's. In de film End verbeeldt hij door de passagiers in een trein te observeren een aantal aspecten van het leven. De scènes in de film zijn niet geënsceneerd maar in de montage van de film kan zijn boodschap gevonden worden. Een opvallend kenmerk van deze film is dat Pelesjjan op het hoogtepunt van de film twee opeenvolgende shots aan elkaar spiegelt. Een dergelijke keuze zorgt ervoor dat zijn aanwezigheid voelbaar wordt voor de kijker met het gevolg dat zijn werk helder onderscheiden is van veel populaire tv-programma's en films.
In de poëtische documentaire Sans Soleil van Chris Marker is een parallel te vinden met de treinscène uit End. In Sans soleil zien we slapende mensen in de Japanse metro. Een scène waarin net als in End met gestileerd omgevingsgeluid een poëtische laag wordt aangeboord.
Het werk van Artavazd Pelesjjan is vergelijkbaar met die van Chris Marker.

## Filmografie (selectie)
- 1971 - Osennaja pastoral (scenarioschrijver: Pelesjjan, regisseur: Michail Vartanov)[1]
- 1975 - Vremena goda (regisseur: Pelesjjan, cameraman: Michail Vartanov)[2]